# ロス市警特捜刑事/惨劇のX'masイヴ
『ロス市警特捜刑事/惨劇のX'masイヴ』（ロスしけいとくそうけいじ/さんげきのクリスマスイヴ、原題：Cold Steel）は、1987年制作のアメリカ合衆国のアクション映画。
ビデオの新タイトルは『コールドスティール/ロス市警特捜刑事』。
監督のドロシー・アン・プーゾは、「ゴッドファーザー」の作者として知られるマリオ・プーゾの娘である。

## あらすじ
クリスマス・イヴの夜、ロサンゼルス市警察の敏腕刑事ジョニー・モディンの父である宝石商サム・モディンがアイスマンと名乗る男に殺害された。
アイスマンの正体はジョニーの警察学校時代からの友人だった元同僚アイザックであった。
かつて、ジョニーとアイザックともう一人の同僚エディは酔ってチンピラグループの連れの女に絡むという失態を犯し、
挙句にアイザックは持ち出したナイフを奪われ逆に喉を刺されて声を失いエディは殺害されてしまう。
その際、ジョニーはアイザックとエディを助けようとするも昏倒させられてしまっていた。
それ以降、アイザックは自分が刺されるのを止められなかったジョニーを逆恨みしていたのだ。
アイスマンとなったアイザックはエディの妹キャシーを人質に取りジョニーをおびき寄せる。
父を殺され亡き友の妹の命をも脅かされた怒りに燃えるジョニーはアイスマンとの対決に臨む。

## キャスト
- ジョニー・モディン：ブラッド・デイヴィス（吹替：池田秀一）
- キャシー・コナーズ：シャロン・ストーン（吹替：土井美加）
- アイスマン/アイザック：ジョナサン・バンクス（吹替：若本規夫）
- クッキー：ジェイ・アコヴォーン（吹替：大塚芳忠）
- ヒル警部補：エディ・イーガン（吹替：坂口芳貞）
- ミック：アダム・アント（吹替：曽我部和恭）
- マホーニー：ジョン・ホイーラー（吹替：峰恵研）
- ワンダ：ミンディ・シーガー（吹替：吉田理保子）
- エディ：マイケル・ウォーレン
- スプーキー：アンソニー・ラパーリア
- アン・ヘイニー

※テレビ放送：テレビ朝日「日曜洋画劇場」1990年7月1日 テレビ放送時のタイトルは『ロス市警特捜刑事』。